# Six Pack (Black Flag)
Six Pack è il terzo EP del gruppo hardcore punk statunitense Black Flag, pubblicato nel 1981 su SST Records.
Nelle intenzioni della band questo avrebbe dovuto diventare il primo LP della propria discografia, ma l'idea venne accantonata a causa del rifiuto da parte del cantante Dez Cadena, che desiderava tornare alla chitarra ritmica. Poco dopo la registrazione dell'EP fu ingaggiato Henry Rollins, con cui i Black Flag riuscirono finalmente a produrre il primo album di studio.

## Tracce
1. Six Pack - 2:20 (Ginn)
2. I've Heard It Before - 1:39 (Dukowski/Ginn)
3. American Waste - 1:33 (Dukowski)

## Formazione[3]
- Dez Cadena - voce
- Greg Ginn - chitarra
- Chuck Dukowski - basso
- ROBO - batteria
- Geza X - produttore
- Spot - produttore
- Raymond Pettibon - grafica